# فريدون بك كوشارلي
فريدون بك أحمد باي أوغلو كوشارلي (الأذرية: Firidun bəy Köçərli، الروسية: Фиридун-бек Кочарлинский) (26 كانون الثاني 1863، في شوشا - 1920، في كنجه) كان كاتبًا أذربيجانيًا بارزًا، وعالم لغة ، وناقدًا أدبيًا.

## الحياة
وُلِد كوتشرلي في عام 1863 في شوشة وكان الطفل الوحيد لأحمد بك كوتشرلي. تخرج فريدون من المدرسة الروسية الإسلامية المحلية وتم قبوله في معهد المعلمين القوقازيين في غوري. بعد حصوله على شهادته في عام 1885، بدأ بتدريس اللغة الأذربيجانية والدين في مدرسة روسية إسلامية في يريفان. في عام 1895 تمت دعوته للعودة إلى جوري للتدريس في جامعته الأم.
كان من أوائل الأدباء الأذربيجانيين الذين أثاروا تساؤلات حول معايير اللغة الأذربيجانية المكتوبة. في عام 1895 كتب مقالته الأولى بعنوان "الكوميديا التتارية" (كان "التتار" اسمًا روسيًا شائعًا للأذربيجانيين قبل عام 1920)، وتبع ذلك مقالته "مقالات عن أدبنا " (1904). في عام 1903 نشر أول عمل أكاديمي له بعنوان "أدب التتار الأذربيجانيين" ، وهو عمل نقدي يحتوي على معلومات عن 130 كاتبًا وشاعرًا أذربيجانيًا. وفي السنوات التالية نشر بعض الأعمال الأصغر مثل ميرزا فاتالي أخوندوف (1911) وهدية للأطفال (1912). كما قام كوتشارلي أيضًا بترجمة أعمال مؤلفين أوروبيين، معظمهم روس، إلى اللغة الأذربيجانية. أهم أعماله الأكاديمية هو كتاب "مواضيع حول تاريخ الأدب الأذربيجاني" ، والذي نُشر في عام 1925، أي بعد خمس سنوات من وفاته. كانت هذه إحدى المحاولات الأولى الناجحة لجمع البيانات العلمية حول تاريخ وتطور الأدب الأذربيجاني. وكان يوسف وزير شامانزامينلي، الذي كان معجبًا جدًا بكوتشارلي، قد نُشر في إسطنبول عام 1921. توجد نسخة من هذا الكتاب في أرشيف تاريخ دولة جمهورية أذربيجان في باكو.
في عامي 1917 و1918 كان عضوًا في المجلس الوطني الأذربيجاني [الإنجليزية]. في الفترة من 1918 إلى 1920 انتخب كوشارلي لعضوية برلمان جمهورية أذربيجان الديمقراطية.
قُتل في غانجا في ربيع عام 1920.
كان متزوجًا من باديساباه كوتشارلي، ني فاكيلوفا، وهي معلمة من أصل غزاخ عملت لاحقًا في باكو، وزاغاتالا [الإنجليزية]، وشاكي.

## الإرث
في الحقبة السوفيتية ، ظلت أعمال كوشارلي غير معروفة إلى حد كبير بسبب انتمائه السياسي لحزب المساواة المناهض [الإنجليزية] للشيوعية. ولم يبدأ باكير نبييف، وهو طالب دراسات عليا في جامعة أذربيجان الحكومية، في البحث عن تراث كوشارلي إلا في عام 1957، من خلال الوصول إلى الأرشيفات وإجراء مقابلات مع بعض زملائه وطلابه الناجين. في عام 1960 نشر نبييف أول دراسة مكرسة لمساهمات كوتشارلي في الأدب العلمي.